# Gustaf Samuel Gottfried Wiesner
Gustaf Samuel Gottfried Wiesner, född 18 februari 1791 i Görlitz, död 19 november 1868 i Dresden var en tysk instrumentmakare (träblåsinstrument) verksam i Dresden.
Wiesner övertog Heinrich Grensers instrumentverkstad 1813. Han invaldes som associé i Kungliga Musikaliska Akademien 1845.